# Neomintho macilenta
Neomintho macilenta är en tvåvingeart som först beskrevs av Christian Rudolph Wilhelm Wiedemann 1830.  Neomintho macilenta ingår i släktet Neomintho och familjen parasitflugor. Inga underarter finns listade i Catalogue of Life.